# Hornskrokens IF
Hornskrokens IF är en idrottsförening från Boden i Sverige. Klubben bildades den 23 maj 1933, och bedriver handboll, tidigare även bandy, fotboll, orientering och skidsport. 1983 spelade klubben kval till högsta ligan, dåvarande allsvenskan.
Damfotbollslaget spelade fem säsonger i Sveriges högsta division under perioden 1978–1986.
Bland klubbens mest kända spelare finns Lars "Lappen" Enström som spelade 31 landskamper.